# Lago Emma Matilda
El lago Emma Matilda es un pequeño lago de Estados Unidos, situado en el estado de Wyoming.

## Geografía

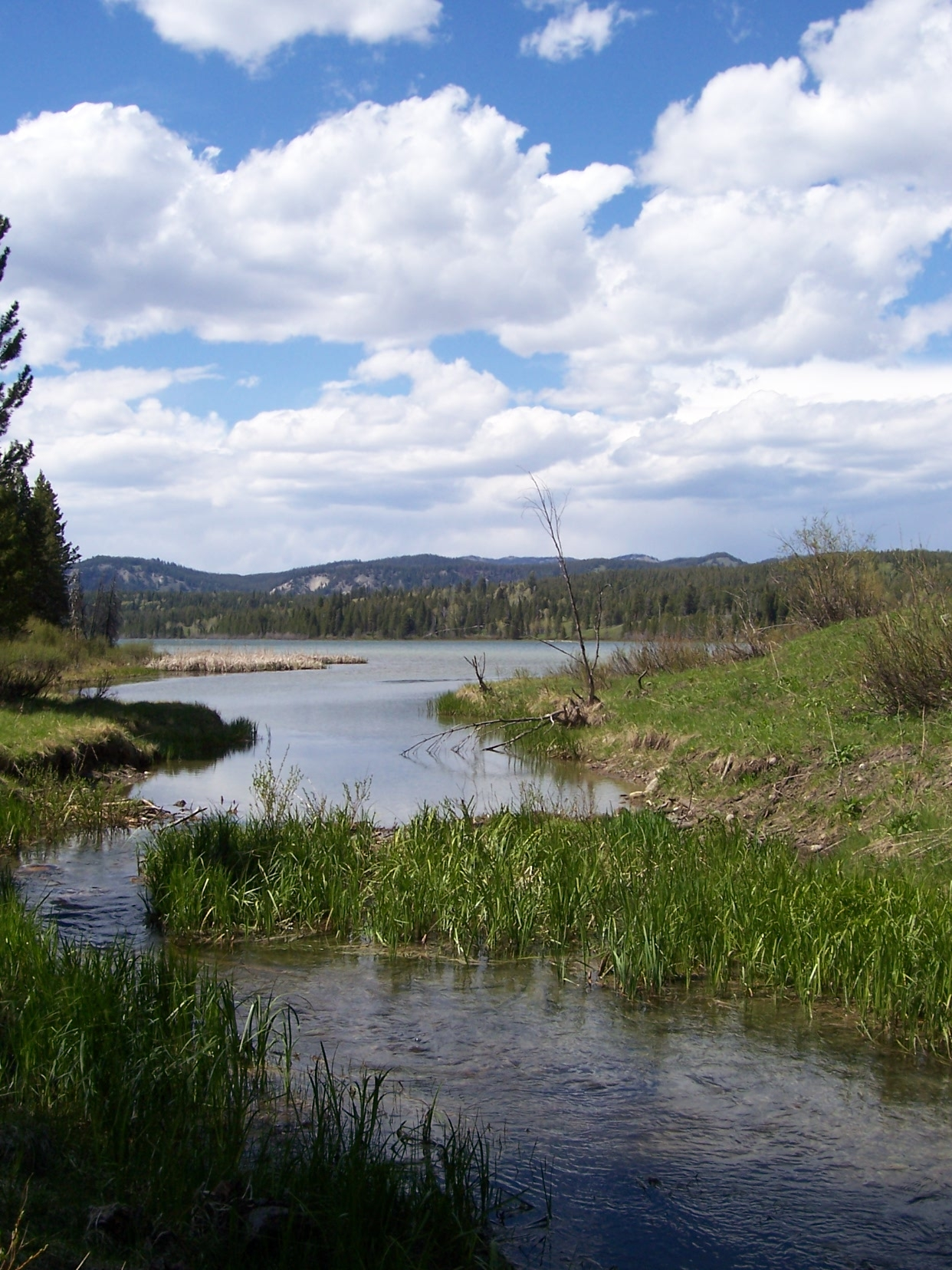
Vista del lago Emma Matilda,y en primer término uno de los arroyos que parte del lago

El lago se encuentra en el Parque nacional de Grand Teton. El lago debe su nombre a la esposa de William O. Owen, que fue el primero, junto con otros tres expedicionarios, en ascender a la cumbre del Grand Teton en 1898. El lago tiene 4,3 kilómetros de largo y una anchura máxima de 0,8 kilómetros.Se accede a él a través de un camino de 1,6 kilómetros que parte desde el lago Two Ocean y un poco más lejos se encuentra el Jackson Lake Lodge. Un camino de 14,6 kilómetros rodea el lago y ofrece distintas vistas de la cordillera Teton.